# Викладання предмета "Захист України"
Викладання предмета «Захист України» — система організаційних та методичних заходів, які мають здійснити адміністрація закладу загальної середньої освіти та вчителі з метою забезпечення засвоєння учнями знань і вмінь, передбачених навчальною програмою. Відповідно до наказу Міністерства освіти і науки в усіх закладах освіти на викладання цього предмета виділяється 2 години на тиждень . Якщо на базі закладу освіти створено освітній осередок  з вивчення предмета, проводяться 8-годинні заняття 1 раз на місяць.

## Навчальна програма
Модельна навчальна програма з навчального предмета / інтегрованого курсу  «Захист України» є ключовим елементом комплексного оновлення предмета , відображає реалії та виклики, з якими стикається наша держава, розроблена з урахуванням досвіду і рекомендацій провідних експертів у сфері оборони, громадських організацій, освітян.

#### Ключові особливості та зміст модельної навчальної програми
Модельна програма розроблена на основі Законів України «Про оборону України» , «Про військовий обов'язок і військову службу» , «Про національну безпеку України» , «Про основи національного спротиву» . Модельна програма  передбачає єдиний зміст для всього учнівства, незалежно від статі , що сприяє рівним можливостям у набутті важливих навичок . Зміст предмета охоплює широкий спектр тем, актуальних для розуміння сучасного світу, зокрема інноваційні технології, інформаційну безпеку та домедичну допомогу. У програмі тепер немає стройової і фізичної підготовки. Основними видами підготовки є: стрілецька, тактична та підготовка з домедичної допомоги .

#### Розроблення навчальної програми (робочої)
Навчальна програма розробляється на основі модельної навчальної програми. Модельна програма не є остаточною, не з нею вчитель іде в клас. Він має йти до дітей із баченням не просто досягнення очікуваних результатів, а з прив'язкою цих результатів до певного часового проміжку. Це фіксується в навчальній програмі. Тому навчальні програми і складають переважно на рівні закладу освіти. Отже, саме тут відбувається подальша деталізація результатів навчання — від очікуваних результатів за розділом та темою (що визначає модельна програма) до очікуваних результатів кожного заняття. У модельних навчальних програмах не зазначається необхідна кількість годин на викладання теми. Лише вчитель розуміє, які теми треба викладати для повторення та закріплення вже пройденого, а які заняття будуть спрямовані на формування абсолютно нових знань та умінь .

#### Календарно-тематичне планування
На основі затвердженої педагогічною радою навчальної програми вчитель здійснює календарно-тематичне планування з урахуванням навчальних можливостей учнів. Календарно-тематичне планування — це розподіл у часі окремих занять із урахуванням кількості годин, що визначаються навчальною програмою на кожен модуль та кожну тему, і розкладу занять. Результатом такого планування має стати календарно-тематичний план, який складають у довільній формі, у тому числі з використанням друкованих чи електронних джерел. Він може бути об'єднаним з навчальною програмою в один документ. Формат, обсяг, структура, зміст та оформлення календарно-тематичних планів та планів-конспектів занять є індивідуальною справою вчителя, який самостійно вибудовує послідовність формування очікуваних результатів навчання, враховуючи послідовність розгортання змісту в навчальній програмі .

## Мета оновлення змісту та методики викладання предмета
Оновлення програми предмета
«Захист України» спрямовано на формування важливих життєвих навичок: від надання першої допомоги до розуміння сучасних технологій. Сьогодні особливу увагу надають розвитку громадянської свідомості та системи духовних та моральних цінностей, які допоможуть нашим дітям стати відповідальними членами суспільства. Цей предмет — про можливості. Про те, як бути готовим до різних життєвих ситуацій, допомагати собі та іншим, як бути активним громадянином своєї країни. Ідею важливості держави та її цінностей якраз може донести учням і ученицям предмет «Захист України», який стає першою точкою дотику громадянина України із захистом держави та розумінням, навіщо її захищати. Значну увагу в модельній програмі приділено формуванню української національної та громадянської ідентичності . Головне завдання предмета «Захист України» — формувати в учнів оборонну свідомість, дати дітям розуміння, у чому важливість мати свою країну й жити в певній системі цінностей. Маємо усвідомити, чим кожен і кожна може бути корисним/корисною в захисті країни .

## Заняття в освітньому осередку
Освітній осередок — це спеціалізоване місце, де учні 10-11 класів та студенти закладів професійної (професійно-технічної) і фахової передвищої освіти можуть вивчати предмет «Захист України». Такі осередки створюються на базі закладів освіти за кущовим принципом (один осередок на кілька закладів). Осередки обладнуються відповідно до сучасних вимог, включаючи приміщення (зони) для теоретичного навчання та приміщення для формування в учнів необхідних умінь і навичок, зокрема тир, лазерний тир, зони для розбирання і збирання зброї тощо . Головну увагу у викладанні предмета в осередку потрібно приділяти саме його практичному спрямуванню . Оскільки учні та учениці перебувають в освітньому осередку протягом 8 годин (один раз на місяць) проведення стандартних 45-хвилинних уроків втрачає сенс. Тому в осередку доречно проводити заняття. Основними видами занять в осередку є: тренінг; навчально-практичне заняття; навчально-тренувальне заняття , навчально-польові збори .